# Bombardeo de la escuela Rufaida
El bombardeo de la escuela Rufaida fue un ataque aéreo llevado a cabo el 10 de octubre de 2024, por las Fuerzas de Defensa de Israel (FDI) contra la escuela Rufaida, administrada por la UNRWA y situada cerca del cuartel general de la Media Luna Roja Palestina en Deir al-Balah, en el centro de Gaza. Los ataques aéreos mataron al menos a 28 palestinos e hirieron a más de 54.
Las FDI no emitieron ninguna advertencia previa antes de atacar la escuela. En el momento del ataque la escuela albergaba a 3000 personas, muchas de ellas provenientes del norte de Gaza, desplazadas por las órdenes de evacuación israelíes y por la invasión israelí de la Franja de Gaza.

## Bombardeo israelí

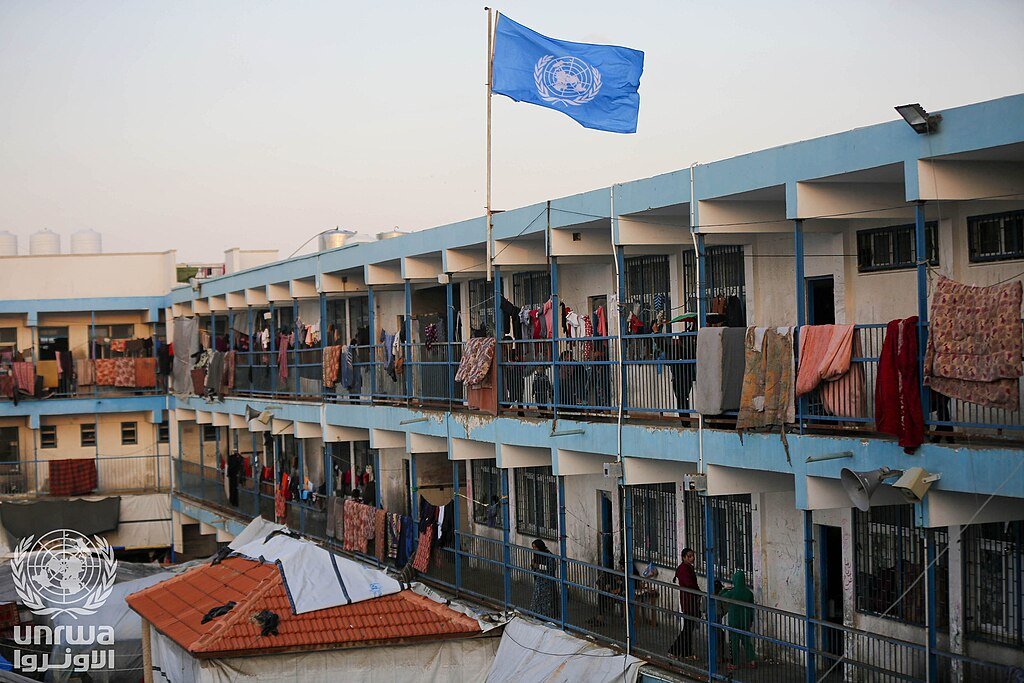
Una escuela de UNRWA convertida en refugio en Deir al-Balah, Franja de Gaza.

Dos ataques aéreos israelíes alcanzaron dos salas de la escuela de Rufaida donde se almacenaban y distribuían alimentos. Los ataques aéreos atravesaron «tres capas de hormigón» del edificio lo que provocó la muerte de más de 28 palestinos incluidos al menos dos niños, cinco mujeres y tres hombres de unos 60 años, y al menos 54 heridos fueron trasladados a los hospitales, aunque el Gobierno indicó que en total unas 92 personas resultaron heridas, en su mayoría mujeres y niños. Las autoridades palestinas calificaron el ataque de «nueva masacre» por parte de las FDI. La Media Luna Roja Palestina confirmó el número de muertos.
Israel afirmó, como lo hace habitualmente en todos los ataques que realiza contra la infraestructura civil en Gaza, que había llevado a cabo «un ataque preciso contra terroristas que operaban dentro de un centro de comando y control de Hamás» en el recinto escolar, sin aportar ninguna prueba.  Hamás, por su parte, calificó el ataque de «masacre horrible y brutal» y acusó a Israel de ser plenamente consciente de que el centro lo utilizaban «miles de niños y mujeres desplazados» para refugiarse. Además, acusó a las FDI de haber atacado la escuela en el momento «de mayor movimiento» de los niños y mujeres a la  hora de recoger la comida.
Imágenes del ataque publicadas por la CNN mostraron a varios niños siendo llevados en ambulancias, con sus caras cubiertas de sangre. Testigos presenciales informaron haber visto «niños inocentes esparcidos por el suelo» y «cabezas arrancadas». El periodista de Al Jazeera en Deir al-Balah, Tareq Abu Azzoum, informó que niños y mujeres «fueron destrozados por la intensidad del ataque», lo que dificultó la identificación de los cadáveres.